# Wee Waa
Wee Waa – miasto w Australii, w stanie Nowa Południowa Walia.